# Kottingburgstall
Kottingburgstall ist ein Dorf in der Marktgemeinde Blindenmarkt, Niederösterreich. Mit Oktober 2017 wurde die damalige Ortschaft Kottingburgstall aufgelöst und zu Blindenmarkt zusammengelegt. Kottingburgstall ist auch eine Katastralgemeinde von Blindenmarkt.

## Geografie
Das Dorf liegt einen Kilometer östlich von Blindenmarkt, nördlich der Westbahn und ist über die Landesstraße L97 erreichbar.

## Geschichte
Im Franziszeischen Kataster von 1822 ist Kottingburgstall als Straßendorf mit mehreren Gehöften verzeichnet.
Laut Adressbuch von Österreich waren im Jahr 1938 in Kottingburgstall eine Gastwirtin, ein Sägewerk und ein Landwirt ansässig, weiters gab es ein Elektrizitätswerk.